# 長崎市原子彈爆炸
長崎市原子彈爆炸（日語：長崎市への原子爆弾投下）是第二次世界大戰末由美軍對日本長崎市發起的一次核攻擊，發生於日本標準時間1945年8月9日上午11時02分（UTC+9），是人類歷史上第2次、也是迄今為止最後一次於戰爭中使用核武器（第1次為8月6日對日本廣島市的核攻擊）。投下的原子彈名為「胖子」，屬於Mk-3型原子彈。當時長崎市人口有240,000人，戰後估計死者至少74,000人，而建築物36%受到全面燒燬或破壞
對日本本土投下原子彈的戰略意義重大，其目的在於利用核子武器威懾日本，打擊日軍作戰决心，並瓦解其本土決戰戰略。在該次轟炸行動6天後（1945年8月15日），日本正式宣布投降。这也对日本未来生态造成影响。

## 背景
1945年，歐洲戰場於1945年5月8日德國投降後結束，但作為二戰亞洲戰場的太平洋戰爭仍在進行。考慮在對日作戰期間，來自英國及其他英聯邦國家的約7.1萬名軍人陣亡，其中包括約1.2萬名遭日軍俘虜的戰俘。美國考慮到倘若強行登陸日本，可能會導致巨大的人員傷亡，以及蘇聯可能會從日本北部登陸而導致日本分裂，於是計劃採用曼哈頓計劃中成功製造的核武器。1945年7月26日，盟軍在《波茨坦公告》中要求日本武裝部隊無條件投降，否則將面臨「迅速而徹底的毀滅」。然而，日本政府選擇無視這項最後通牒。根據《魁北克协定》的規定，此次轟炸行動亦獲得了英國政府的同意。
1945年8月6日，廣島市遭受到核攻擊後，日本政府仍然拒絕同意《波茨坦公告》。雖然盟軍考慮過日本拒絕投降的可能，而制定了一個全面进攻日本本土的沒落行動，但自雷伊泰灣海戰以降，日軍神風特攻隊的自殺攻擊與硫磺島、琉球日軍的長期抵抗令盟軍付出高昂代價，盟軍高層預測登陸日本本土的作戰將會是漫長且傷亡慘重的行動，因此認為有必要再作第2次核攻擊，以摧毀日軍抵抗的決心。

## 投放

### 當日狀況

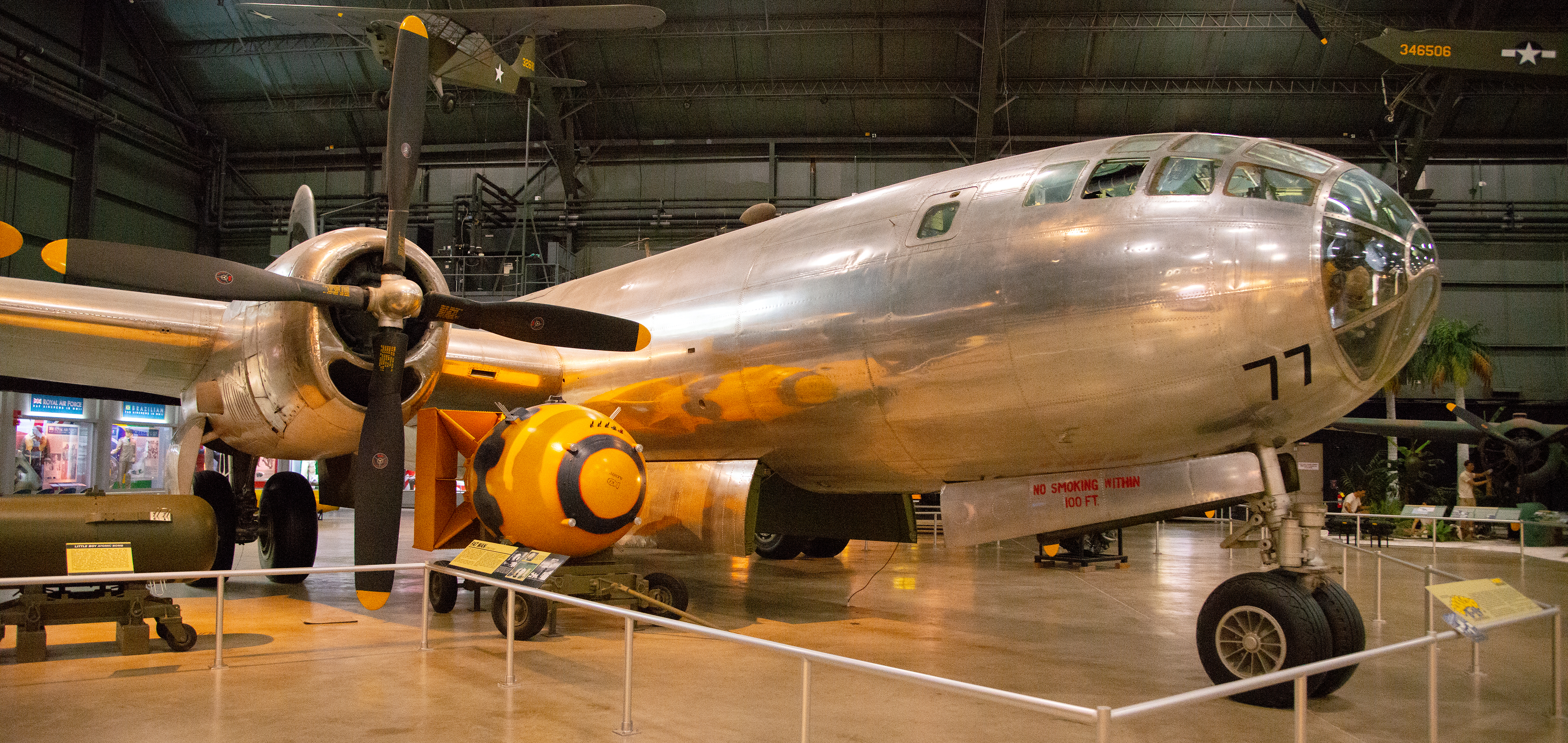
在俄亥俄州戴頓的美國空軍國家博物館中展示的 B-29 轟炸機「博克斯卡」，旁為一枚戰後製造、塗裝仿照「胖子」原子彈的 MkIII核武器

根據一位任務機組人員的回憶，對廣島的轟炸行動被形容為「完美的任務」，一切按照計畫順利執行；然而對長崎的第二次投彈，幾乎處處出現問題，情況遠比預期複雜。第二次轟炸的時間由保罗·蒂贝茨負責安排。原先預定於8月11日執行的任務，為了避開自8月10日起預計連續五天的惡劣天氣，決定提前至8月9日進行。三枚預先組裝完成的原子彈外殼已事先運抵天寧島，分別標示為F-31、F-32與F-33。8月8日，查爾斯·史威尼駕駛「博克斯卡」號進行了一次模擬投彈演練。F-33被用於測試各項炸彈組件，而 F-31則被指定為8月9日長崎任務中實際投擲的原子彈。
| 飛機               | 駕駛員                  | 呼號       | 任務角色                |
| ------------------ | ----------------------- | ---------- | ----------------------- |
| 艾諾拉·蓋號轟炸機  | 喬治・W・馬奎特上尉     | Dimples 82 | 天氣偵察（小倉）        |
| 被束缚的龙號轟炸機 | 查爾斯・F・麥克奈特上尉 | Dimples 95 | 天氣偵察（長崎）        |
| 博克斯卡号轰炸机   | 查爾斯・W・史威尼少校   | Dimples 77 | 武器投放                |
| 大艺术家号轰炸机   | 弗雷德里克・C・博克上尉 | Dimples 89 | 爆炸測量儀器操作        |
| 巨大惡臭號轟炸機   | 詹姆斯・I・霍普金斯少校 | Dimples 90 | 轟炸觀察與攝影          |
| 滿屋號轟炸機       | 拉爾夫・R・泰勒少校     | Dimples 83 | 備用轟炸機 — 未完成任務 |

輔助美軍於8月6日執行廣島市原子彈爆炸任務的偵察機B-29「大艺术家号轰炸机的駕駛員查爾斯·史威尼，在返抵天寧島當晚，即接獲來自部隊司令、亦即投下小男孩原子彈、造成廣島爆炸的B-29「艾諾拉·蓋號轟炸機」機長保羅·提貝玆上校的命令：指揮第二次核攻擊行動。此次行動以小倉市為主要目標，若因天候或其他因素無法投彈，則轉向備選目標長崎市。
1945年8月9日清晨03時47分（天寧時間，UTC−10:00；日本時間02時47分），史威尼所駕駛的「博克斯卡」號自天寧島起飛，機上搭載「胖子」原子彈，預定以小倉市為主攻對象，長崎為次要目標。該任務的作戰安排與廣島行動相仿，兩架B-29在主機之前一小時起飛，執行天候偵察任務；另有兩架B-29作為史威尼編隊的一部分，分別負責投彈儀器監測與攝影紀錄。史威尼起飛時，炸彈已部分武裝，但仍保留電氣保險插頭以避免意外；數分鐘後，機組人員完成最後武裝程序。
起飛前的檢查中，飛行工程師通報史威尼，一具燃料轉送泵故障，導致2,400公升（640美制加侖）的備用燃料無法調用。這批燃料雖無法使用，卻必須全程搭載，徒增飛機重量與耗油量。更換泵浦需時數小時；而將「胖子」轉移至其他機體則更加耗時，且在原子彈已進入實戰狀態下操作亦充滿風險。提貝玆與史威尼最終決定不更換機體，仍由「博克斯卡」執行任務，因原本的航程即未計劃依賴備用油料。

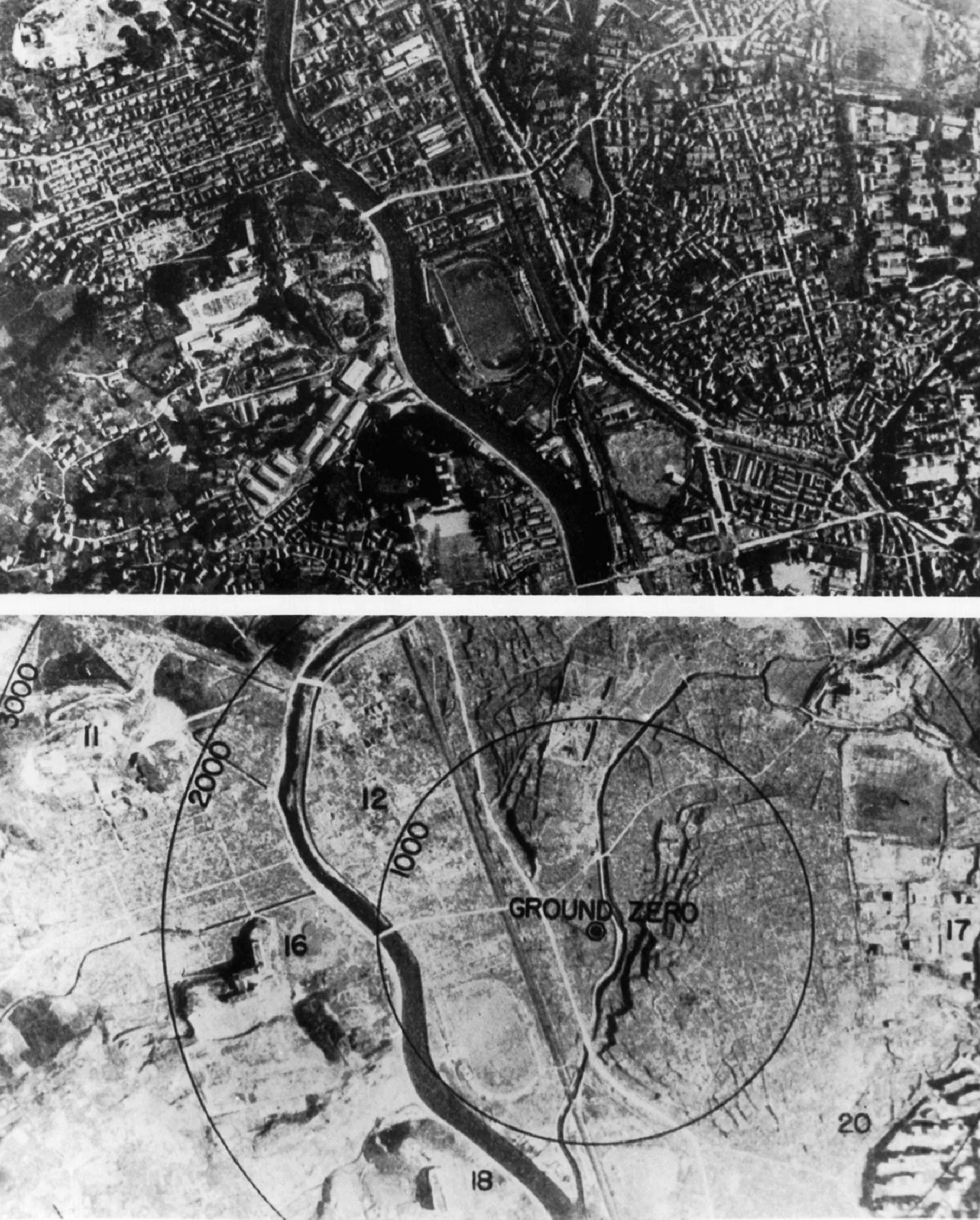
長崎在轟炸前與火災熄滅後的比較影像

此次任務中，英國代表倫納德·柴郡與美國科學顧問威廉·彭尼獲准登機觀察，搭乘由作戰官詹姆斯・I・霍普金斯少校駕駛的第三架B-29「巨大惡臭」號。在飛行途中，天氣偵察機通報兩個預定目標區皆為晴朗天氣。然而，「博克斯卡」在航程中穿越一處雷雨帶，此時「胖子」已完全武裝。突然間，炸彈控制面板上一盞白燈亮起，這通常表示即將投彈，引發機組人員驚慌，誤以為原子彈已提早啟動引爆程序。最終確認只是操作面板上的開關誤觸所致，才解除虛驚。
當時美軍採用的戰術與廣島市原子彈爆炸行動相同：先派遣氣象偵察機確認天候，再由三架無護航的B-29轟炸機編隊進入目標空域實施攻擊。史威尼少校擔憂日軍可能會由相同的戰術模式推測出美軍行動計畫，進而加強防備。
史威尼等人於清晨飛越硫黃島後，於當地時間上午7時45分抵達預定會合點屋久島上空。史威尼順利與測量機「大藝術家」號會合，但用於攝影記錄的B-29「巨大惡臭」號卻因誤升至2,700（9,000英尺）高空而偏離編隊，無法與其他機體會合。等候逾40分鐘後，史威尼在未能與「巨大惡臭」會合的情況下決定繼續執行任務。他在離開會合點前，與負責投彈的軍械官阿什沃斯協調後，最終決定前往主要目標——小倉市。
「博克斯卡」號與「大藝術家」號最終於原定出發時間延遲近30分鐘後起飛，航程約30分鐘。此段延誤導致小倉上空雲層與煙霧迅速聚集，遮蔽目標區。造成煙霧的原因之一，是前一天224架B-29對鄰近的八幡市施行大規模燃燒彈轟炸引發的野火。此外，當地八幡製鐵所更刻意燃燒煤焦油以製造濃煙，試圖干擾美軍視線。上午9時40分，編隊自大分縣姫島開始高空飛行，接近預定轟炸目標。上午9時44分，抵達小倉陸軍軍營上空。然而，轟炸手迦米特·毗漢（Kermit Beahan）上尉無法以目視辨識目標，由於目標區約有70%被雲層與濃煙遮蔽。隨後的50分鐘內，機組嘗試三度投彈，但皆無法鎖定目視目標，且多次接近小倉上空，引起日本防空部隊激烈還擊。第三次嘗試時，敵軍高射炮火已逐步逼近，負責監控無線電通訊的貝瑟（Beser）少尉報告，日本防空指揮頻道出現異常訊號。
由於任務延誤、天候不佳及燃料轉送泵故障導致備用燃料無法啟用，加上小倉上空防空火力增強，並偵知有10架零式戰機正從周邊基地升空迎擊，斯維尼在上午10時30分果斷下令放棄小倉，轉向次要目標——長崎市。

### 長崎市上空
「博克斯卡」自小倉市撤離後約20分鐘，便飛抵長崎上空。當時雲層遮蔽達80%至90%，高度在1,800至 2,400公尺之間。。起初，他們打算若長崎天候不佳，則將原子彈攜至沖繩並投擲於海中銷毀；但武器官阿什沃思中校最終接受史威尼少校的建議：若無法目視瞄準，則改採雷達導引進行轟炸。此時，擔任氣象偵察的 B-29「被束縛的龍」發回情報：長崎上空當時雖然天氣晴朗，但雲霧已開始聚集。不久之後，整座城市即被濃雲籠罩。日本方面，長崎市於上午7時50分發布空襲警報，惟於8時30分即解除；10時53分當地僅目擊到兩架 B-29出現便未再發警報，顯示日方可能誤以為是例行偵察機活動。
此次作業採用了輔助性質的AN/APQ-7雷達，並嘗試循西北方接近他們原定的瞄準目標：長崎市內城區中心上空。史威尼少校打算在這種不能進行目視轟炸的情況之下在太平洋將原子彈投放，而兵器組的阿什沃思海軍中校督促過史威尼少校必須「利用雷達系統進行轟炸」。
就在史威尼準備改以雷達轟炸，並偏離原定目標北側時，雲層突然出現短暫裂縫。轟炸手克米特·比漢上尉透過雲隙清楚看見地面，並大聲喊道：
|  | 我們看到街道了！ 發現攻擊目標！在雲隙之中找到次要目標了！ |

上午11時01分，「博克斯卡」號確認目標後，比漢上尉以目視方式對準長崎市工業區，在9,000公尺高空手動投下「胖子」原子彈。約47秒後，即日本時間11時02分，原子彈在松山町一處網球場上方約503公尺處爆炸，距原定爆心中島川常盤橋偏西北約 3 公里。爆炸中心位於南側的三菱鋼鐵兵工廠與北側的長崎兵工廠之間——巧合的是，該地為當年生產珍珠港襲擊用魚雷的工廠。 此爆炸釋放出約 21 ± 2 千噸TNT當量的能量，集中破壞位於浦上谷地的區域，周圍山丘在地形上形成天然屏障，使部分市區倖免於難。「巨大惡臭」號從160（100英里）外看見爆炸後也飛來觀察。
「博克斯卡」在投下原子彈後，為避開爆炸產生的衝擊波，立即朝東北方轉向155度並迅速俯衝。從投彈至爆炸之間的短暫時間內，「大藝術家」號釋放了三具配有降落傘的無線電高空測候儀，用以測量氣壓、氣溫等數據。這些測候儀在原子彈爆炸後隨風飄向東方，於正午前後陸續降落於戶石村（距爆心約11.6公里）、田結村（約12.5公里）與江之浦村（約13.3公里）。值得注意的是，這些儀器中包含了一封由參與曼哈頓計畫的美軍物理學家路易斯・阿爾瓦雷茲撰寫的信件。他希望這封信能轉交給當時任教於東京帝國大學的舊識——日本物理學家嵯峨根遼吉。信中懇請嵯峨根運用其對原子彈威力的認識與在學界的影響力，勸說日本政府儘早投降，避免更大的災難。1949年，阿爾瓦雷茲與嵯峨根會面，並親自簽名以示確認。

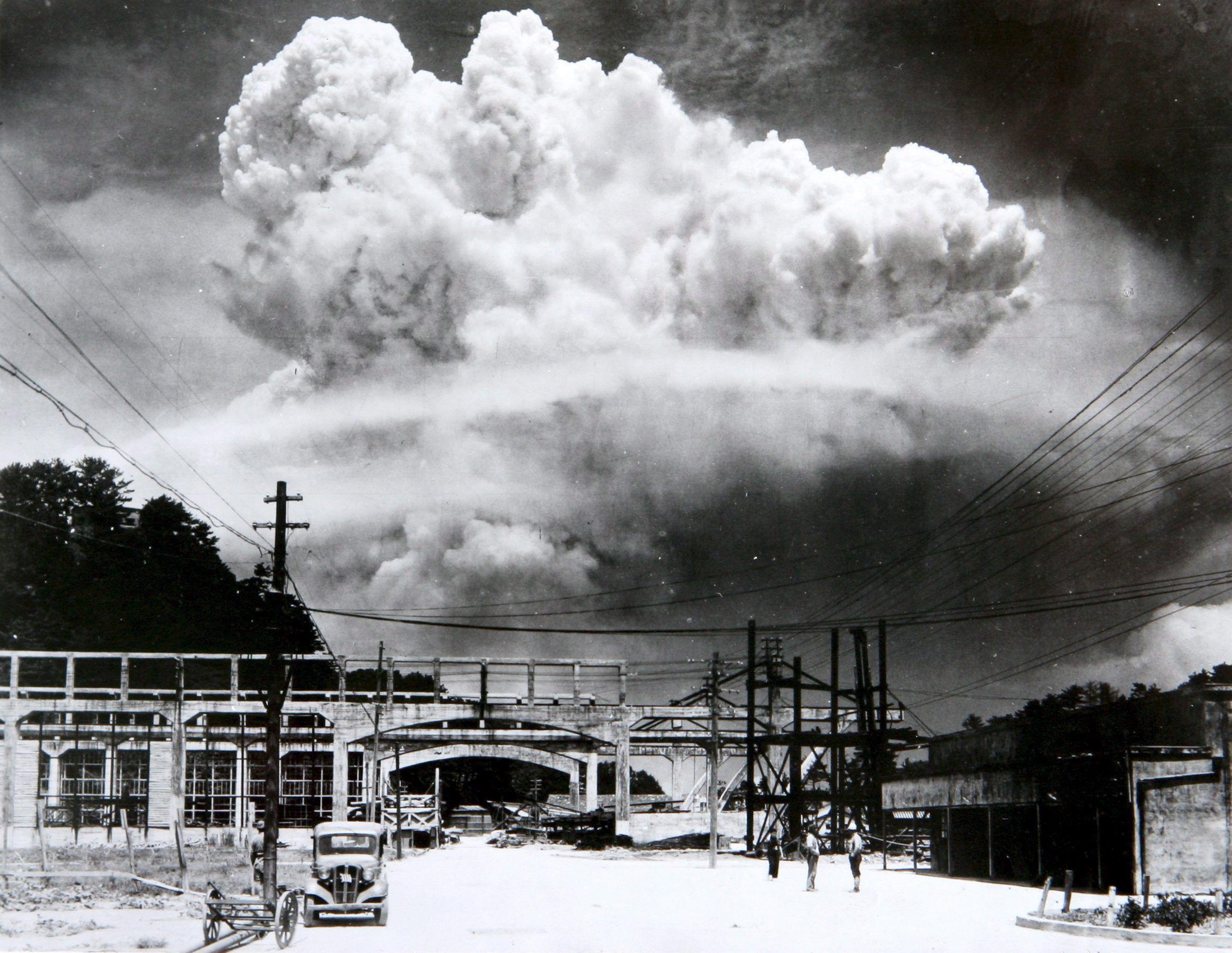
原子彈爆炸投下20分鐘後的蘑菇雲，松田弘道位於川波工業造船廠辦公室的屋頂上拍攝。

「博克斯卡」與「大藝術家」號在長崎上空短暫盤旋，觀測爆炸效果並確認市區受損情況，隨即將此次核攻擊的初步報告發回天寧島基地。
|  | 在視野範圍之內成功轟炸長崎市。當地沒有派出戰機作出防禦，更加沒有針對航空隊的防空炮火。結果可以說是面臨「技術上的成功」，不過根據其他的要素，我們必須在作出下一次行動之前作出會議。在長崎市的轟炸在表面上的效果與在廣島市的一樣，鑑於炸彈空投機體出現故障，我們有前往沖繩的必要，因為剩餘的燃料只容許我們在沖繩停泊。 |

此次原子彈爆炸的過程亦由「大藝術家」號的機組以16毫米彩色膠卷拍攝下來，全長約3分50秒，成為現存唯一完整紀錄實戰原子彈爆炸的影像。畫面中清晰可見爆炸當下蘑菇雲頂端噴出火球。相對之下，廣島爆炸當時雖亦有影像拍攝，但因膠卷沖洗失敗而未能保存。這段長崎的彩色影片於1980年正式由日本方面接收，至今仍常見於電視節目或紀錄片中播出。

### 歸島
在完成投擲任務並離開長崎市上空時，B-29「博克斯卡」僅剩約1,000公升燃料。飛行途中，機組人員發現燃料消耗遠高於預期，飛機已無法返回原定的中途降落點硫磺島。史威尼少校經過計算後，認定飛往約80至120公里外的沖繩島才是唯一可行的選項。當時沖繩在六週前才被盟軍完全佔領，機場設施仍在重建階段。史威尼少校為節省燃料，關閉部分引擎，並採用一邊盤旋一邊下降的方式試圖節流。他多次嘗試與當地塔台聯絡請求降落許可，卻無人回應。當他發現讀谷輔助機場上空有多架飛機起降，判斷為可用機場，便發射所有信號彈示意緊急迫降。
「博克斯卡」以時速約230 km/h（140 mph）高速進場，遠超正常降落速度約190每小時（120英里每小時）。接近跑道時，第二號引擎因燃料耗盡停止運轉。飛機在跑道中段著陸後彈跳約25英尺（7.6公尺），再次重擊地面。由於機身過重，飛機偏斜向左，接近一排停放中的B-24轟炸機，所幸機師及時修正航向，避免撞擊。
由於反轉螺旋槳無法正常運作，機師只能全力踩剎車，在跑道末端緊急轉彎約90度，才勉強停住飛機。當飛機最終停下時，又有一具引擎因燃料耗盡而熄火。據報，飛機著陸時只剩下約26公升燃料。與「艾諾拉·蓋」號凱旋而歸受到英雄式迎接不同，「博克斯卡」降落時無人接機，因為基地根本不知道他們會來。降落後，史威尼少校與美國第八航空軍司令、曾因空襲東京馳名的吉米·杜立德中將會面。完成燃料補給與基本檢修後，「博克斯卡」與「大藝術家」於當日下午5時自沖繩起飛，最終於晚上11時06分安全返回天寧島基地。
任務結束後，外界對此次投擲任務的執行機體一度產生混淆。隨行的《紐約時報》戰地記者威廉・L・勞倫斯在最早的報導中寫道，此任務由史威尼駕駛「大藝術家」號執行，並記錄機體的「Victor」編號為77。但實際上，Victor 77 正是「博克斯卡」的編號；「大藝術家」的編號則是89。勞倫斯曾訪問史威尼與機組成員，並得知他們仍自稱所乘為「大藝術家」。這是因為「博克斯卡」原定只作為備用機體，直到任務前夕才臨時更換主機，而大多數人仍沿用原本的機體名稱。此外，當時除「艾諾拉·蓋」號外，393轟炸中隊的其他B-29機體尚未在機鼻塗上正式名稱，進一步加深混淆。

## 投放後情形

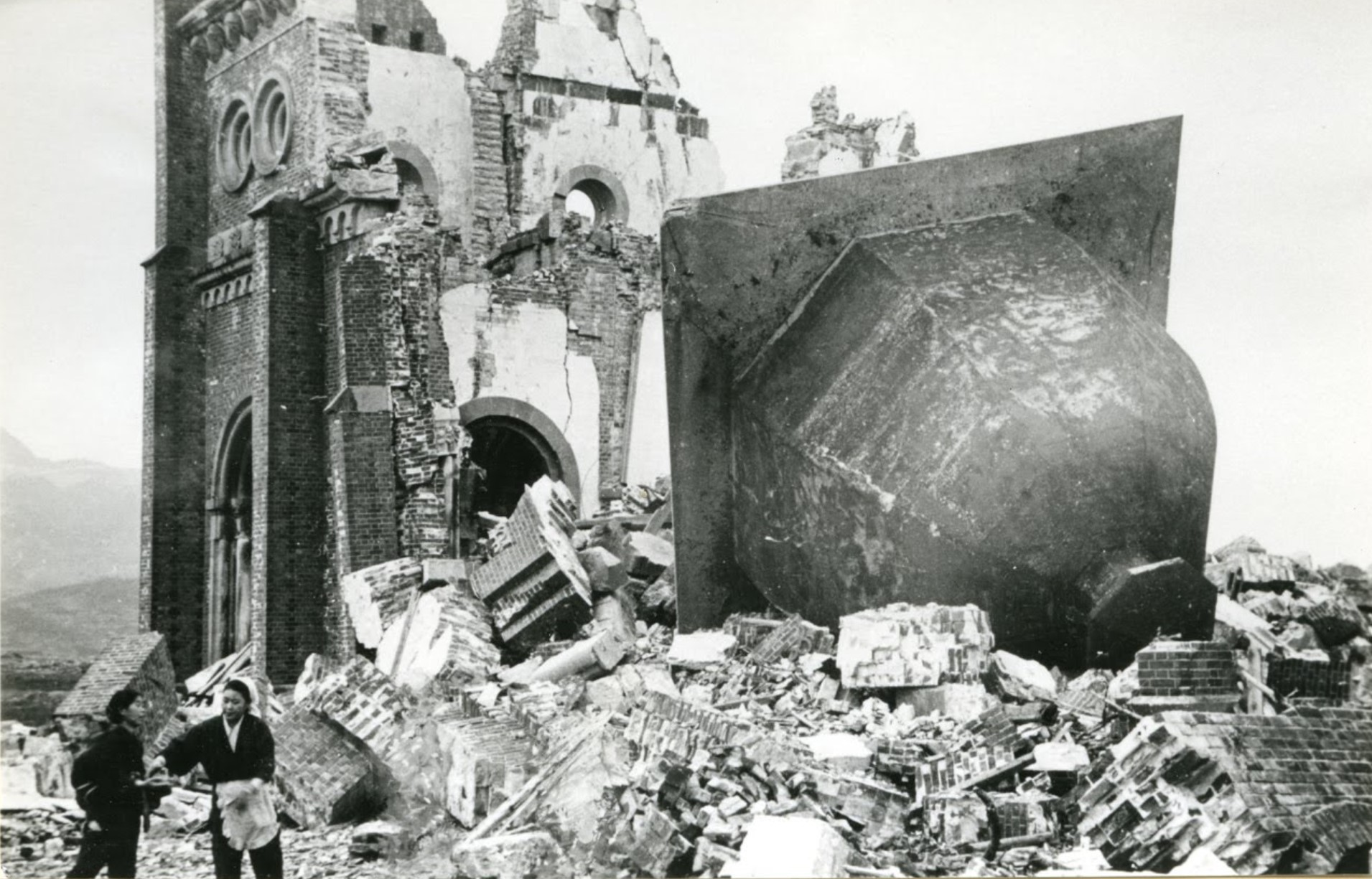
被破壞的浦上天主堂

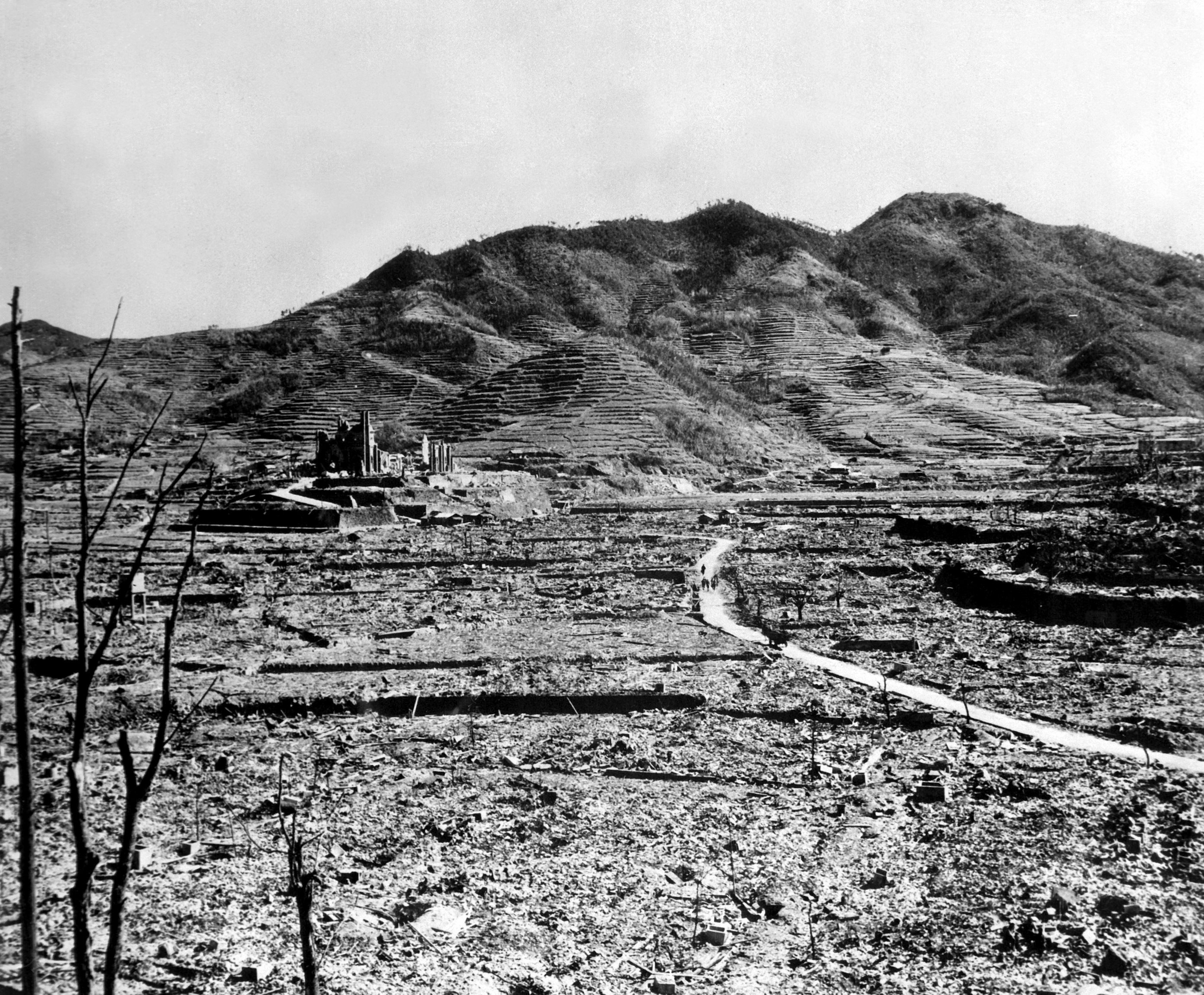
被夷成荒野的浦上天主堂區域

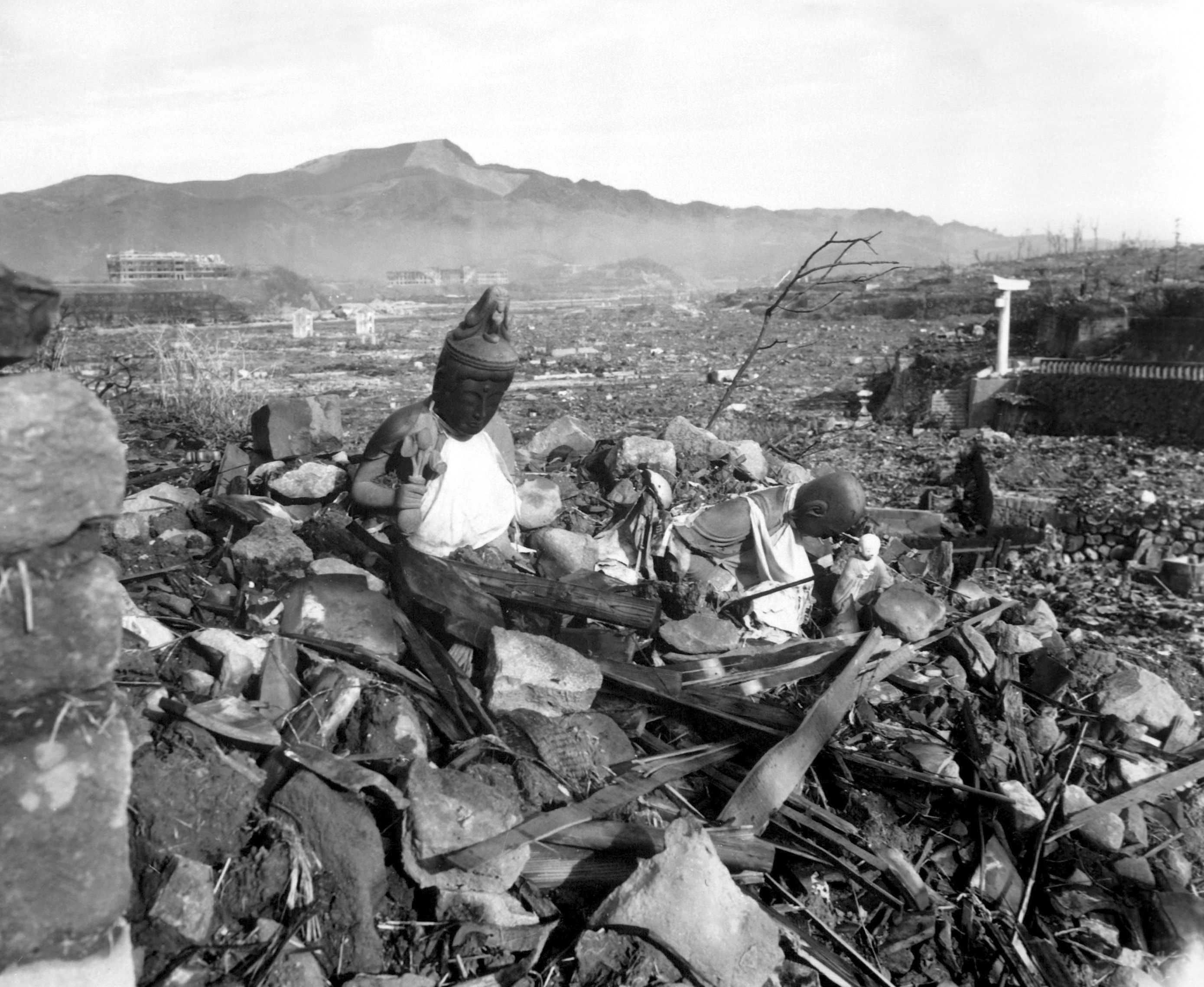
被破壞的廟宇、佛像（原爆投下6週後1945年9月24日攝）

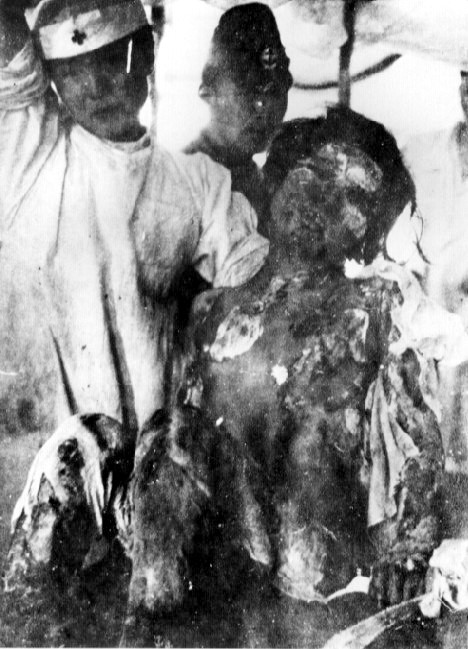
全身灼傷的14歲少女

原子彈在浦上地區的中央爆炸，在該區造成嚴重的毀滅。幸而因為長崎市四面環山，尚有如金毘羅山等眾多的山脈遮蔽，所以除了不受遮蔽的灣岸地區以外，受損較輕微。加上投彈位置離市中心相距約三公里，所以受害程度得以減輕。如果長崎市四面都是平原，長崎市所受到的破壞將會不計其數。 另外，當中也有在廣島核爆受難的民眾，被疏散到長崎投靠親友而難逃此劫；或是因出差等原因造訪廣島而受難的民眾，原來在長崎的家也因核彈遭殃等等，所謂「雙重受難」特別不幸的事例，例如山口彊（1916－2010）。
浦上地區被轟炸的慘狀，與廣島市不相上下。距離原爆點僅約500公尺的浦上天主堂，轟炸當天聚集參加聖母升天節慶祝彌撒的神父與信徒們，由於爆炸所伴隨的熱輻射、以及隨之而來塌陷崩解的瓦礫，所有人當場死亡。在長崎醫科大學裡，看病及住院的病患與醫護人員們，大部份都当场死亡。在長崎市內收容戰俘的設施中，據說也造成了聯軍士兵（主要是英軍與荷軍）大量的傷亡。當時為日本統治的臺灣，也有許多在長崎居住的留學生、醫師、家屬因原子彈轟炸造成死傷，王文其、陳新賜等臺灣倖存者直到2012年才拿到日本政府的補償金。
截至2020年，長崎原爆死難者總計人數為18萬5982人。

## 救援行動

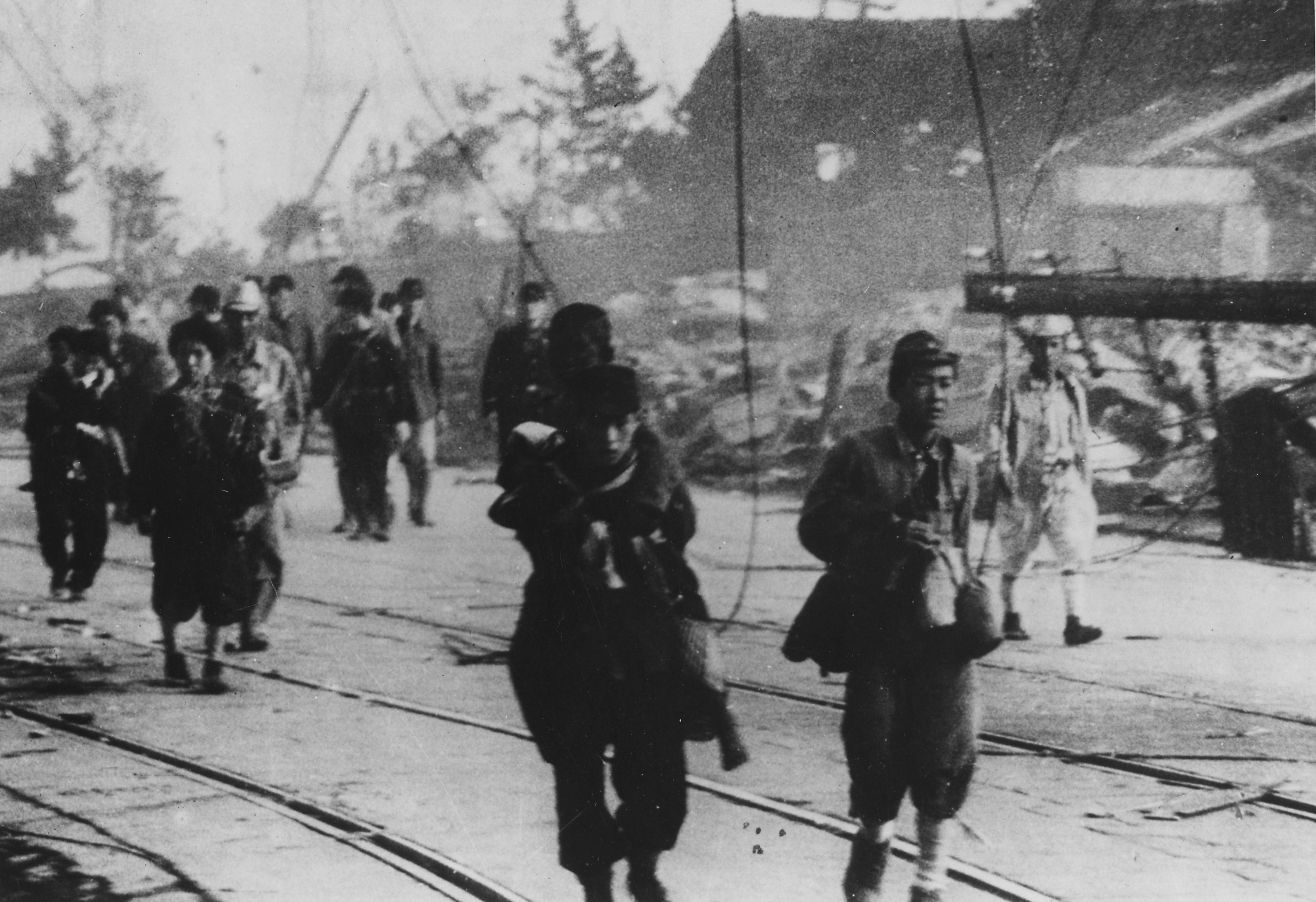
爆后的幸存者

在藥品與醫療器材不足的情形下，倖存下來的醫生及護理人員展開救援行動。原爆對事前制訂的醫療救護體制造成嚴重打擊，因而無法對傷者進行有效的緊急處理。在這種混亂的情形下，運輸省的四輛救護列車在爆炸3小時後，接近仍是熊熊大火的爆炸中心，將許多的傷患送往沿線各醫院。傍晚時分，附近的醫院組織救護隊前往救援，長崎縣所屬的警防團也在夜間組織救護隊前往進行救援活動，並請求當地及附近其他縣的警察派遣救難隊。

## 對人體的影響
原子彈在浦上地區的酸素魚雷工廠正上方爆炸，將周邊地區夷為平地。作為爆心地的浦上地區距離長崎市中心約3公里，加上受到金比羅山等多座山地的屏障影響，除了無遮蔽的灣岸地區外，其餘區域的損害相對輕微。因此，與廣島市的情況不同，長崎縣與市的行政機能得以倖免於完全癱瘓。然而，浦上地區的被爆慘況與廣島同樣嚴重。在浦上天主堂中，原爆投下當時正進行告解（寬恕聖事），包括神父西田三郎與玉屋房吉在內的數十名信徒，因爆炸產生的熱線或是建築倒塌，被壓於瓦礫之下，當場全數罹難；而在長崎醫科大學，也有大量住院與門診患者、教職員與學生犧牲。
被送往大村海軍醫院的傷患，無一人穿著鞋履，衣衫破爛，情況慘不忍睹，有如「地獄或修羅場的畫卷」。大村海軍醫院在9日當天共收容了758名傷患，截至翌日10日清晨已有約100人死亡，另有十餘人雖身負重傷，仍掛念親屬安危欲堅持出院，因而在院長決定下以卡車將他們送至大村車站。
長崎市內亦設有戰俘收容設施，據說當時有大量盟軍士兵（主要為英軍與荷蘭軍）傷亡。

### 二重被爆者
在此次原子彈襲擊中，出現了一類特殊案例，被稱為「雙重被爆」。這指的是部分民眾在1945年8月6日廣島原爆中倖存後，因疏散或返鄉而前往長崎，結果在8月9日又再次遭遇原子彈轟炸的情形。這些人可能是在廣島出差期間被爆，返回長崎老家時又遭受第二次爆炸。根據1950年統計的被爆者生存資料，共確認有10人屬於此類「二重被爆者」。然而，由於當時日本厚生省（今厚生勞動省）長期未正式承認雙重被爆的狀況，導致這些倖存者在《被爆者健康手帳》上只能登記一地的被爆紀錄，無法完整反映其實際經歷。直到2009年3月23日，曾在兩地都遭遇原爆的被爆者山口彊（認定時93歲）才首次被長崎市正式承認為「二重被爆者」，並在其《被爆者手帳》中增記「廣島」的被爆紀錄。據廣島與長崎市政府表示，這是日本首次在官方文件中正式記錄雙重被爆的案例。
曾於8月7日進入廣島市目睹原爆慘狀後，返回位於長崎職場工作的長崎醫科大學校長角尾晉，便在長崎再次遇難。1955年，時任《紐約時報》東京支局長的記者羅伯特・特蘭布爾（Robert Trumbull，1954至1961年與1964至1968年間兩度擔任支局長）對二重被爆產生興趣。他查閱長崎原爆傷害調查委員會資料後，確認當時有18名倖存者，並對其中9人進行訪談，於1957年在美國出版了這些證言。其中包括山口彊、西岡竹次郎等人。該書的日文翻譯版本於2010年在日本出版，截至當年，已知二重被爆者人數達165人。但目前在廣島、長崎原爆死歿者追悼和平祈念館登記僅有21人註明的受害地點是「兩地」。
2024年10月20日至31日，於國立長崎原爆死沒者追悼平和祈念館地下二樓交流空間舉辦了第14回體驗記企劃展「孩童姊弟所見的廣島與長崎」。展覽中，來自青森縣的二重被爆者福井絹代講述了其被爆體驗，並展出與她一同遭受二重被爆的弟弟——相川國義（2017年以84歲辭世）所繪製的91件原爆證言圖像與說明文。

## 紀念
長崎在戰後展開重建，城市面貌也隨之徹底改變。最初的重建進展緩慢，直到1946年才開始提供簡易的臨時住宅。重建的重心由戰爭工業轉向發展對外貿易、造船業與漁業。這一方向於1949年5月通過的《長崎國際文化都市建設法》中獲得正式確立。
隨著基督宗教信仰者人數的增加，市內新建了多座教堂，同時也有若干寺廟重新修建。1990年代中期，长崎原爆资料馆正式對外開放，成為和平教育的重要場域。
部分原爆遺跡被刻意保留作為歷史紀念，如長崎山王神社的一本柱鳥居與爆心地附近的石造拱門。2013年，四處與原爆相關的地點被指定為「登錄紀念物」，依法受到保護，以避免未來遭到破壞。到了2016年，這四處遺址與爆心地一同被日本政府列為國家史跡。
受災並獲得部分保留的被爆建築及紀念設施如下：
- 和平祈念像（日语：平和祈念像）
- 長崎和平公園
- 浦上天主堂（原有建築被原爆摧毀）
- 長崎市立城山小学校（日语：長崎市立城山小学校）（存有原爆後殘留之建築）
- 長崎原爆資料館
- 國立長崎原爆死歿者追悼和平祈念館（日语：国立長崎原爆死没者追悼平和祈念館）
- 長崎山王神社（存有原爆遺跡「一本柱鳥居」）
- 福濟寺（原有建築被原爆摧毀）

### 北九州市紀念碑
原彈投擲第一目標是當時的小倉市。然而，因天候不佳等多項偶發因素交錯，小倉市最終幸運地避開了原爆，投擲目標遂轉往第二目標的長崎市。戰後，隨著此事實被揭露，北九州市為紀念當時若按照原計畫投下原子彈，預定目標地點正是舊小倉陸軍造兵廠遺址所在的勝山公園，因此在此處建立了祈念碑。之後，長崎市贈送「長崎之鐘」作為象徵，並自此每年8月9日於此舉行原爆犧牲者慰靈和平祈念儀式。

## 评价
虽然原子弹的投放有许多盟军高层人员的支持，他们认为这加快了日本的投降，可以避免更多的人员伤亡。但是原子弹爆炸造成平民的巨大伤亡也招来了一些非议。
2008年諾貝爾化學獎得主下村脩也是長崎原爆受害者，他在諾貝爾頒獎典禮中說：
|  | 即便為了加速結束戰爭而向廣島投放原子彈可以算正當的理由，三天後將炸彈投向長崎，就明顯是在試驗新武器了，這種做法是沒有正當性的。 |

此說也獲得洛斯阿拉莫斯國家實驗室的Bette Korber（生物學家）、Gary Doolen（物理學家）背書，他們指稱「向蘇聯展示軍力」才是決策長崎原爆的首因。
但是也有軍事歷史學家認為，沖繩島戰役是直接導致對廣島和長崎使用原子彈的原因，並以此為手段的避免對日本本土實施地面入侵。其中一個持有這種突出的看法是維克托·戴維斯·漢森，他認為，因為沖繩戰役造成了數萬名美國人士兵的傷亡，當時的日本領導人還發誓他們將戰鬥到最後一刻，時任美國總統杜魯門因此想用原子彈來避免入侵日本本土。實際上在廣島遭受核彈轟炸後，日本高層對於是否投降仍存有歧見，直到長崎遭受核彈轟炸後6天，日本才終於宣布無條件投降。

## 2017年諾貝爾和平獎
國際廢除核武器運動（ICAN）獲得2017年諾貝爾和平獎，日本出身的廣島原爆倖存者瑟羅節子（舊姓中村）代表領獎。日本被團協以及廣島市市長松井一實、長崎市市長田上富久皆出席觀禮。

## 相關作品

### 小說
- 井上光晴（1963）
- 後藤みな子（1971）
- 佐多稲子（1972）
- 林京子（1975）
- 林京子（1977）
- カズオ・イシグロ（1982）
- 井上光晴（1982）
- 林京子（1990）
- 林京子（1999）
- 青来有一（2000）
- 鹿島田真希（2005）
- 田口ランディ（2006）

### 戲曲
- 田中千禾夫（1959）
- 野田秀樹　 （1999）
- 松田正隆（2003）

### 詩集
- 山田かん等
- 詩･福田須磨子、下田秀枝、筒井茅乃、香月クニ子、朗読 吉永小百合（1999）

### 歌集・句集
- 松尾あつゆき等

### 随筆・手記
- 永井隆（1949）
- 永井隆
- 筒井茅乃（永井隆的生母）
- 秋月辰一郎（1966）
- 福田須磨子（1967）
- 美輪明宏（1968）
- 秋月辰一郎（1972）
- 調来助（1982）

### 電影
- 大庭秀雄（1950）
- 木下恵介（1983）
- 大澤豊（1983）
- 黒木和雄（1988）
- 黒澤明（1991）
- 有原誠治（2005）
- 青木亮（2006）

### 電視劇
- NHK綜合頻道 （1983年）
  - 原作 林京子
  - 出演 香川京子 南田洋子 久我美子 佐々木すみ江 高橋昌也　
  - 主題歌 佐田雅志
- 日本電視台 （1988年）
  - 脚本 市川森一
  - 出演 大竹忍

### 創作能
- 多田富雄（2005）

## 註解
1. ↑  有證言指出，有人以為背後垂掛著的是衣物，實際上卻是被灼傷後脫落的皮膚[41]。
2. ↑  幸運生還的荷蘭戰俘雷內·謝費爾（Rene Schafer），日後出版了名為《荷蘭兵士長崎被爆記》的回憶錄。書中記述日本方面對戰俘的照料相對完善，並對日本軍方虐待聯軍戰俘一事，援引荷蘭人對殖民地居民的暴行，以及東京大空襲等聯軍違反國際法的行為作為比較，展現出一定的理解態度。由於內容涉及敏感，該書一度無法在荷蘭出版，最終作者親自將原稿交予日本出版社，在日本首先出版[43]
3. ↑  相川國義將65幅「原爆畫」捐贈予廣島原爆資料館，這些畫作可於該館的和平資料庫中查閱[50]

## 外部連結
- 長崎原爆資料館 （页面存档备份，存于）（長崎原爆資料館）
- 長崎和平宣言（2012年）
- No more NAGASAKI
- YouTube上的來自日本的新聞－投在長崎的原子彈

### 相關報導
- 人民日报1985年文章《长崎和平行》
- 長崎新聞：NAGASAKI PEACE SITE （页面存档备份，存于）（1998年，長崎新聞社）
  - （500名被爆者以上的證言集）
- （NBC長崎放送）
- （1997年，西日本新聞社）
- （1998年，同上）
- （1999年，同上）
- （2000年，同上）
- （2001年，同上）
- （2002年，同上）
- （2003年，同上）
- （2004年，同上）